# Dschungel-Palmenhörnchen
Das Dschungel-Palmenhörnchen (Funambulus tristriatus) ist eine Hörnchenart aus der Gattung der Gestreiften Palmenhörnchen (Funambulus). Es ist in den Waldgebieten entlang der Westküste Indiens verbreitet.

## Merkmale
Das Dschungel-Palmenhörnchen erreicht eine Kopf-Rumpf-Länge von etwa 15,8 bis 19,0 Zentimetern bei einem Gewicht von etwa 140 Gramm, es ist damit die größte Art der Gattung. Der Schwanz wird 13,9 bis 14,5 Zentimeter lang und ist damit etwas kürzer als der restliche Körper. Die Tiere sind oberseits dunkelbraun mit drei blassen Rückenstreifen, die Bauchseite ist hell und auf dem Schwanz verläuft eine rote Mittellinie.

## Verbreitung
Das Dschungel-Palmenhörnchen kommt in den Regenwaldgebieten an der Westküste Indiens entlang der Westghats von etwa 20 Grad nördlicher Breite bis zur Südspitze der Halbinsel vor.

## Lebensweise
Dschungel-Palmenhörnchen leben vor allem in den immergrünen tropischen Regenwäldern des Verbreitungsgebietes, wobei sie auch in Sekundärwäldern sowie in landwirtschaftlich genutzten Flächen zum Anbau von Tee, Kaffee und Kardamom mit Baumbeständen vorkommen. Sie sind tagaktiv und leben vor allem in Bäumen. Die Tiere ernähren sich von Pflanzenteilen und wirbellosen Tieren wie Termiten, Käfern und Hundertfüßern. In landwirtschaftlichen Flächen ernähren sie sich teilweise von den Feldfrüchten und fressen etwa die männlichen Blüten von Kokospalmen sowie Reis.
Die Nester sind rund und haben einen Durchmesser von etwa 22 Zentimetern. Sie werden in Bäumen in Höhen von 2 bis etwa 30 Metern angelegt, meist jedoch unterhalb von 10 Metern und im Durchschnitt in etwa 5 Metern Höhe. Die Hörnchen sind über das gesamte Jahr fortpflanzungsfähig, ein Wurf besteht aus durchschnittlich 2,6 Jungtieren. Die Generationsdauer liegt bei etwa 3 Jahren.

## Systematik
Das Dschungel-Palmenhörnchen wird als eigenständige Art innerhalb der Gattung der Gestreiften Palmenhörnchen (Funambulus) eingeordnet, die aus fünf Arten besteht. Die wissenschaftliche Erstbeschreibung stammt von George Robert Waterhouse aus dem Jahr 1837, der die Art anhand von Individuen aus dem südlichen „Hindostan“ (heute Indien) beschrieb. Dies wurde später auf die Westghats eingeschränkt.
Innerhalb der Art werden einschließlich der Nominatform zwei Unterarten unterschieden:
- Funambulus tristriatus tristriatus: Nominatform, südlich von 12 Grad nördlicher Breite. Die Rückenstreifen sind schmal und matt.
- Funambulus tristriatus numarius: nördlich von 12 Grad nördlicher Breite. Die Rückenstreifen sind breiter und leuchtend.

## Status, Bedrohung und Schutz
Das Dschungel-Palmenhörnchen wird von der International Union for Conservation of Nature and Natural Resources (IUCN) als nicht gefährdet (Least concern) eingeordnet. Begründet wird dies durch das vergleichsweise große Verbreitungsgebiet, das angenommene häufige Vorkommen der Art und die große Anpassungsfähigkeit an Lebensraumveränderungen. Zu den potenziellen Bedrohungen gehören vor allem der zunehmende Lebensraumverlust durch Umwandlung der Habitate in landwirtschaftliche Gebiete und Siedlungsflächen sowie der starke Einsatz von Pestiziden und anderen Giften in der Landwirtschaft. Der Lebensraumverlust nahm im Vergleich zu den letzten zwanzig Jahren um etwa 10 % zu, weitere Steigerungen durch Dammprojekte sind absehbar. In landwirtschaftlich genutzten Flächen zum Anbau von Kaffee und Kardamom werden zudem heimische Schattenbäume durch eingeführte Arten ausgetauscht, die von den Hörnchen gemieden werden.

## Belege
1. 1 2 3 4 5 6  Richard W. Thorington Jr., John L. Koprowski, Michael A. Steele: Squirrels of the World. Johns Hopkins University Press, Baltimore MD 2012; S. 158–159. ISBN 978-1-4214-0469-1
2. 1 2 3 4 5 6  Funambulus tristriatus in der Roten Liste gefährdeter Arten der IUCN 2014.2. Eingestellt von: S. Molur, P.O: Nameer, 2008. Abgerufen am 27. Dezember 2014.
3. 1 2 3  Funambulus tristriatus In: Don E. Wilson, DeeAnn M. Reeder (Hrsg.): Mammal Species of the World. A taxonomic and geographic Reference. 2 Bände. 3. Auflage. Johns Hopkins University Press, Baltimore MD 2005, ISBN 0-8018-8221-4.